# القاسم أحمد يحيى الحسين
القاسم أحمد يحيى الحسين (المختار القاسم بن أحمد) توفي في 956 إمام الدولة الزيدية في اليمن من 936 إلى 956.
كان القاسم بن أحمد النجل الأكبر للإمام الناصر أحمد الذي توفي في 934. بوفاة الناصر أحمد شهدت الدولة الزيدية اضطرابات سياسية داخلية في شمال اليمن. طالب الابن الثالث المنتخب الحسن بالإمامة ولكن الأخ الأكبر المختار القاسم نافسه. المنتخب الحسن توفي في 936. ومع ذلك فقد تم الاعتراف بالشقيق الأصغر المنصور إماما للدولة الزيدية لوالده الناصر أحمد في 934 وكان مدعوما من قبل غالبية أبناء الطائفة الزيدية بعد وفاة المنتخب الحسن في 956. وكان القاسم الذي حكم من قاعدته في صعدة قادرا على السيطرة على المدينة صنعاء ذات الأهمية التجارية والسياسية وسط صنعاء الذي كان ينتمي معظمهم إلى أسرة بنو يعفر. ولكن قبل مرور عام على إمامته قتل المختار من قبل شيخ قبيلة همدان محمد الضحاك. بعد وفاته عادت صنعاء مؤقتا إلى حكم اليعفريين.

## طالع أيضًا
- تاريخ اليمن
- قائمة أئمة اليمن